# Línea del Norte
La Línea del Norte (en portugués Linha do Norte) es una vinculación ferroviaria entre las ciudades de Lisboa y Oporto, en Portugal. Se presenta como la principal línea férrea en este país, uniendo las regiones Norte, Centro y Sur, y enlazando con otras conexiones de elevada importancia, como las Líneas de Beira Baixa, Miño y Beira Alta.

## Historia
Las obras para la construcción de la conexión ferroviaria entre Lisboa a Oporto y a la frontera desde  el 17 de  septiembre de 1853, siendo el primer tramo, hasta Carregado, abierto a la explotación  el 29 de  octubre de 1856. La línea del Norte fue concluida con la inauguración del Puente D. Maria Pia, el 5 de noviembre de 1877. En 1992, entró en servicio el Puente de São João, y, en 1998, la Plataforma del Oriente, en Lisboa.

## Características
| Tramo         | Tramo         | vel. máx. perm. / km/h | vel. máx. perm. / km/h |
| de            | a             | AP                     | IC                     |
| ------------- | ------------- | ---------------------- | ---------------------- |
| Oporto        | Gaia          | 120                    | 120                    |
| Gaia          | Gaia          | 80                     | 80                     |
| Gaia          | Esmoriz       | 140-120                | 140-120                |
| Esmoriz       | Válega        | 160-140                | 140-120                |
| Válega        | Aveiro        | 220                    | 190                    |
| Aveiro        | Aveiro        | 160                    | 140                    |
| Aveiro        | Pampilhosa    | 220                    | 190                    |
| Pampilhosa    | Pampilhosa    | 60                     | 60                     |
| Pampilhosa    | Coímbra       | 140-120                | 140-120                |
| Coímbra       | Coímbra       | 50                     | 50                     |
| Coímbra       | Alfarelos     | 140-120                | 120                    |
| Alfarelos     | Pombal        | 200                    | 160                    |
| Pombal        | Entroncamento | 170                    | 140                    |
| Entroncamento | Entroncamento | 60                     | 60                     |
| Entroncamento | V.Santarém    | 160-120                | 140-120                |
| V.Santarém    | VF.Xira       | 220                    | 200                    |
| VF.Xira       | Alhandra      | 120                    | 120                    |
| Alhandra      | Moscavide     | 200                    | 180                    |
| Moscavide     | L.Oriente     | 160                    | 160                    |
| L.Oriente     | Lisboa-S.A.   | 100                    | 100                    |

### Descripción
La Línea del Norte es la espina dorsal del sistema ferroviario portugués. Esta importante vía férrea, con 336,050 quilómetros de extensión, es la más modernizada del país en infraestructuras y material circulante, y su construcción contribuyó enormemente al desarrollo de las poblaciones por ella atravesadas.
Saliendo de Lisboa por la zona más oriental de la ciudad, a partir de la principal estación ferroviaria de Lisboa y, del país, la Estación del Oriente, sigue siempre junto al Tajo, en la dirección noreste, atravesando y sirviendo localidades densamente urbanizadas de la región de la Gran Lisboa, tales como Sacavém, Bobadela, Alverca y Vila Franca de Xira. A continuación, siguiendo también en dirección noreste, entra por los bellos parajes de las lezírias ribatejanas, atravesando y sirviendo localidades como Azambuja, Cartaxo, Santarém y Torres Novas. Poco después, en la plataforma de Entroncamento, da lugar a la conexión de la Línea de Beira Baixa que, une a Abrantes, Castelo Branco y Covilhã y, también da conexión al Ramal de Tomar, que, termina en el centro de la misma ciudad. En Entroncamento, gira de noreste a norte, donde entra en un trayecto rural y montañoso, hasta la zona de Coímbra, pasando por localidades como Ourém y Pombal. Sirve a Coímbra con una estación situada cerca del centro de la ciudad, la estación de Coímbra-B. Después, más al norte, entra en una zona de tramo mixto rural e industrializado. Pasa junto a parques industriales como Souselas, Pampilhosa (desde donde se une con la Línea de Beira Alta, dando acceso a localidades como Santa Comba Dão, Nelas, Celorico da Beira, Guarda, entre otras, y, consecuentemente a España y, a Europa), Aveiro y, Ovar. Entre Ovar y Vila Nova de Gaia, sigue junto al mar, interrumpiéndose este recorrido sólo en Espinho, cuya nueva estación es subterránea. En el ayuntamiento de Vila Nova de Gaia atraviesa de nuevo una zona densamente urbanizada, perteneciente al Gran Oporto. La entrada en la ciudad invicta es realizada por el Puente de São João, desde donde se puede vislumbrar la bella panorámica de la zona histórica de Porto. Su extremo norte es en la estación ferroviaria de Campanhã, desde donde sigue por la Línea del Miño.

### Obras de arte principales

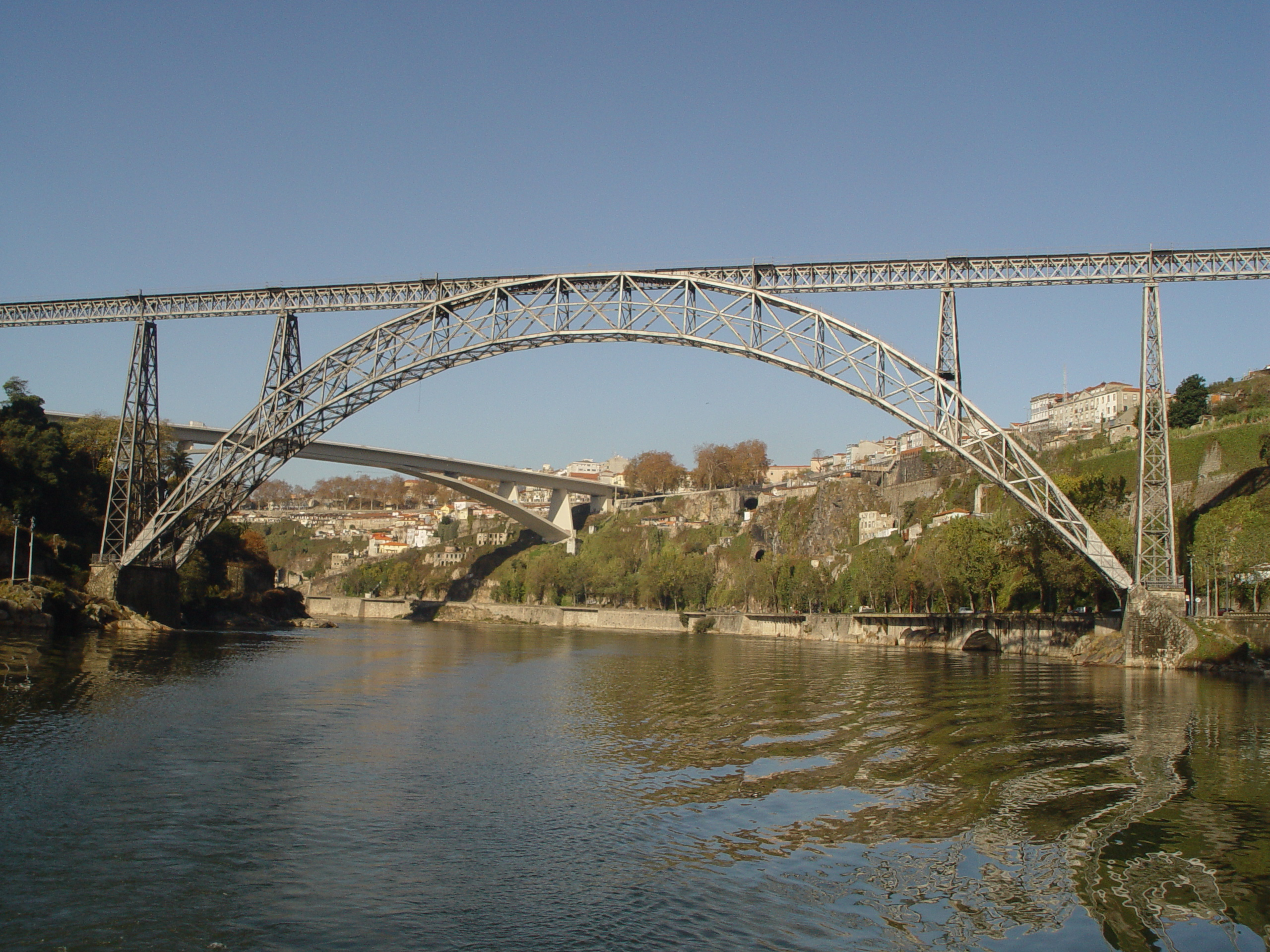
Puente D. Maria Pia
Puente de São João